# Clinopodium
Genre
Clinopodium (les Clinopodes) est un genre de plantes à fleurs de la famille des Lamiaceae, présent sur tous les continents.
Des espèces du genre Clinopodium sont des plantes nourricières pour les larves de quelques lépidoptères tel que Coleophora albitarsella. Plusieurs espèces de Clinopodes sont aussi utilisées comme plantes médicinales. Clinopodium laevigatum est utilisé au Mexique sous le nom de Paleo ou yerba de borracho pour soigner la « gueule de bois »  et les maux d'estomac et de foie, ceci sous forme d'infusion.

## Calaments
Le mot « calament » est un emprunt au latin médiéval calamentum ou au bas latin calamintha, deux termes eux-mêmes issus du grec byzantin καλάμινθος (kaláminthos). Il désignait une plante médicinale à l'odeur agréable et aux propriétés stimulantes, utilisée notamment contre l'asthme et les ulcères du poumon. Déjà cité par les auteurs antiques comme Dioscoride, le calament fait partie des traités de matière médicale et des herbiers médiévaux. Il est ensuite l'un des multiples constituants de la thériaque de la pharmacopée maritime occidentale au XVIIIe siècle .

### Liste des espèces appelées «calaments» en français
Le calament historique faisait certainement allusion à plusieurs plantes distinctes. D'autres espèces proches ont par la suite été décrites avec un nom composé du terme « calament ». Elles font désormais toutes partie du genre Clinopodium.
- Calaments - historiquement le genre Calamintha[3]
- Calament - l'espèce Clinopodium menthifolium[3],[4], l'espèce Clinopodium nepeta[5],[6] et la sous-espèce Clinopodium vulgare subsp. arundanum[7].
- Calament à feuilles de menthe - Clinopodium nepeta subsp. sylvaticum[8]
- Calament à grandes fleurs - Clinopodium grandiflorum[3],[8],[7]
- Calament acinos - Clinopodium acinos[8],[7],[6],[4]
- Calament ascendent - Clinopodium nepeta subsp. ascendens[8], syn de Clinopodium menthifolium subsp. ascendens[9].
- Calament clinopode - Clinopodium vulgare subsp. vulgare[4]
- Calament d'Arkansas - Clinopodium arkansanum[4]
- Calament de Conill - Clinopodium nepeta nothosubsp. conillii[8]
- Calament de Corse - Clinopodium corsicum[7]
- Calament de montagne - Clinopodium menthifolium[3] ou au Canada Calamintha officinalis[6], syn. de Clinopodium nepeta
- Calament des Alpes - Clinopodium alpinum[8],[7]
- Calament des Pyrénées - Clinopodium alpinum subsp. pyrenaeum[7]
- Calament des bois - Clinopodium nepeta subsp. sylvaticum[8] et au Canada Clinopodium menthifolium[4] ou Clinopodium menthifolium subsp. menthifolium[4]
- Calament des champs - Clinopodium acinos[7]
- Calament du Midi - Clinopodium alpinum subsp. meridionale[7]
- Calament faux népéta - Clinopodium nepeta[3]
- Calament glabre - Clinopodium glabellum[4]
- Calament glanduleux - Clinopodium nepeta[3],[8]
- Calament mixte - Clinopodium × mixtum[8]
- Calament nepeta - Clinopodium nepeta[3]
- Calament officinal - Clinopodium menthifolium[3]
- Calament velu - Clinopodium acinos subsp. acinos[7]
- Petit calament - Clinopodium nepeta[3]

## Liste d'espèces
Selon World Checklist of Selected Plant Families (WCSP) (8 mars 2012) :
- Clinopodium abyssinicum (Benth.) Kuntze (1891)
- Clinopodium acinos (L.) Kuntze (1891)
- Clinopodium acutifolium (Benth.) Govaerts (1999)
- Clinopodium alpestre (Urb.) Harley (2000)
- Clinopodium alpinum (L.) Kuntze (1891)
- Clinopodium amissum (Epling & Játiva) Harley (2000)
- Clinopodium argenteum (Kunth) Govaerts (1999)
- Clinopodium ashei (Weath.) Small (1924)
- Clinopodium atlanticum (Ball) N.Galland (1985)
- Clinopodium axillare (Rusby) Harley (2000)
- Clinopodium barosmum (W.W.Sm.) Bräuchler & Heubl (2006)
- Clinopodium betulifolium (Boiss. & Balansa) Kuntze (1891)
- Clinopodium bolivianum (Benth.) Kuntze (1891)
- Clinopodium brevicalyx (Epling) Harley & A.Granda (2000)
- Clinopodium breviflorum (Benth.) Govaerts (1999)
- Clinopodium brownei (Sw.) Kuntze (1891)
- Clinopodium bucheri (P.Wilson) Harley (2000)
- Clinopodium × cadevallii (Sennen) Starm. (2011)
- Clinopodium candidissimum (Munby) Kuntze (1891)
- Clinopodium capitellatum (Benth.) Kuntze (1891)
- Clinopodium caricum (P.H.Davis) Bräuchler & Heubl (2006)
- Clinopodium caroli-henricanum (Kit Tan & Sorger) Govaerts (1999)
- Clinopodium carolinianum Mill. (1768)
- Clinopodium cercocarpoides (Epling) Govaerts (1999)
- Clinopodium chandleri (Brandegee) P.D.Cantino & Wagstaff (1998)
- Clinopodium chilense (Benth.) Govaerts (1999)
- Clinopodium chinense (Benth.) Kuntze (1891)
- Clinopodium cilicicum (Hausskn. ex P.H.Davis) Bräuchler & Heubl (2006)
- Clinopodium clivorum (Epling) Govaerts (1999)
- Clinopodium coccineum (Nutt. ex Hook.) Kuntze (1891)
- Clinopodium cochabambense J.R.I.Wood (2011)
- Clinopodium congestum (Boiss. & Hausskn.) Kuntze (1891)
- Clinopodium × conillii (Sennen) Starm. (2011)
- Clinopodium corsicum (Pers.) Govaerts (1999)
- Clinopodium creticum (L.) Kuntze (1891)
- Clinopodium cylindristachys (Epling & Játiva) Govaerts (1999)
- Clinopodium dalmaticum (Benth.) Bräuchler & Heubl (2006)
- Clinopodium darwinii (Benth.) Kuntze (1891)
- Clinopodium debile (Bunge) Kuntze (1891)
- Clinopodium dentatum (Chapm.) Kuntze (1891)
- Clinopodium discolor (Diels) C.Y.Wu & S.J.Hsuan ex H.W.Li (1974)
- Clinopodium dolichodontum (P.H.Davis) Bräuchler & Heubl (2006)
- Clinopodium domingense (Urb. & Ekman) Govaerts (1999)
- Clinopodium ekmanianum (Epling & Alain) Harley (2000)
- Clinopodium euosmum (W.W.Sm.) Bräuchler & Heubl (2006)
- Clinopodium fasciculatum (Benth.) Govaerts (1999)
- Clinopodium fauriei (H.Lév. & Vaniot) H.Hara (1935)
- Clinopodium flabellifolium (Epling & Játiva) Govaerts (1999)
- Clinopodium foliolosum (Benth.) Govaerts (1999)
- Clinopodium frivaldszkyanum (Degen) Bräuchler & Heubl (2006)
- Clinopodium ganderi (Epling) Govaerts (1999)
- Clinopodium gilliesii (Benth.) Kuntze (1891)
- Clinopodium glabellum (Michx.) Kuntze (1891)
- Clinopodium glabrum (Nutt.) Kuntze (1891)
- Clinopodium gracile (Benth.) Kuntze (1891)
- Clinopodium grandiflorum (L.) Kuntze (1891)
- Clinopodium graveolens (M.Bieb.) Kuntze (1891)
- Clinopodium griseum (Epling) Harley (2000)
- Clinopodium hakkaricum Dirmenci & Firat (2009)
- Clinopodium hintoniorum (B.L.Turner) Govaerts (1999)
- Clinopodium hispidulum (Boiss. & Reut.) Govaerts (1999)
- Clinopodium hydaspidis (Falc. ex Benth.) Kuntze (1891)
- Clinopodium insulare (Candargy) Govaerts (1999)
- Clinopodium integerrimum Boriss. (1953)
- Clinopodium jacquelinae Schmidt-Leb. (2006)
- Clinopodium jaliscanum (McVaugh & R.Schmid) Govaerts (1999)
- Clinopodium jamesonii (Benth.) Govaerts (1999)
- Clinopodium junctionis (Epling & Játiva) Govaerts (1999)
- Clinopodium kilimandschari (Gürke) Ryding (2006)
- Clinopodium kunashirense Prob. (1995)
- Clinopodium latifolium (H.Hara) T.Yamaz. & Murata (1993)
- Clinopodium laxiflorum (Hayata) K.Mori (1936)
- Clinopodium libanoticum (Boiss.) Kuntze (1891)
- Clinopodium loesenerianum (Mansf.) A.Granda (2000)
- Clinopodium longipes C.Y.Wu & S.J.Hsuan ex H.W.Li (1974)
- Clinopodium ludens (Shinners) A.Pool (2008)
- Clinopodium macranthum (Makino) H.Hara (1935)
- Clinopodium macrostemum (Moc. & Sessé ex Benth.) Kuntze (1891)
- Clinopodium maderense (Henr.) Govaerts (1999)
- Clinopodium maritimum (Benth.) Kuntze (1891)
- Clinopodium matthewsii (Briq.) Govaerts (1999)
- Clinopodium megalanthum (Diels) C.Y.Wu & S.J.Hsuan ex H.W.Li (1974)
- Clinopodium menthifolium (Host) Stace (1989)
- Clinopodium mexicanum (Benth.) Govaerts (1999)
- Clinopodium micranthum (Regel) H.Hara (1940)
- Clinopodium micromerioides (Hemsl.) Govaerts (1999)
- Clinopodium mimuloides (Benth.) Kuntze (1891)
- Clinopodium minae (Lojac.) Peruzzi & F.Conti (2008)
- Clinopodium × mixtum (Ausserd. ex Heinr.Braun & Sennholz) Starm. (2011)
- Clinopodium molle (Benth.) Kuntze (1891)
- Clinopodium multicaule (Maxim.) Kuntze (1891)
- Clinopodium multiflorum (Ruiz & Pav.) Kuntze (1891)
- Clinopodium mutabile (Epling) Harley (1999)
- Clinopodium myrianthum (Baker) Ryding (2006)
- Clinopodium nanum (P.H.Davis & Doroszenko) Govaerts (1999)
- Clinopodium nepalense (Kitam. & Murata) Bräuchler & Heubl (2006)
- Clinopodium nepeta (L.) Kuntze (1891)
- Clinopodium nubigenum (Kunth) Kuntze (1891)
- Clinopodium nummulariifolium (Boiss.) Kuntze (1891)
- Clinopodium obovatum (Ruiz & Pav.) Govaerts (1999)
- Clinopodium odorum (Griseb.) Harley (2000)
- Clinopodium omeiense C.Y.Wu & S.J.Hsuan ex H.W.Li (1974)
- Clinopodium pallidum (Epling) Govaerts (1999)
- Clinopodium palmeri (A.Gray) Kuntze (1891)
- Clinopodium pamphylicum (Boiss. & Heldr.) Govaerts (1999)
- Clinopodium paradoxum (Vatke) Ryding (2006)
- Clinopodium × pillichianum (J.Wagner) Govaerts (1999)
- Clinopodium pilosum J.R.I.Wood (2011)
- Clinopodium piperitum (D.Don) Murata (1977)
- Clinopodium plicatulum (Epling) Govaerts (1999)
- Clinopodium polycephalum (Vaniot) C.Y.Wu & S.J.Hsuan (1965)
- Clinopodium pomelianum Kuntze (1891)
- Clinopodium procumbens (Greenm.) Harley (2000)
- Clinopodium pulchellum (Kunth) Govaerts (1999)
- Clinopodium pulegium (Rochel) Bräuchler (2006)
- Clinopodium repens (Buch.-Ham. ex D.Don) Benth. (1830)
- Clinopodium revolutum (Ruiz & Pav.) Govaerts (1999)
- Clinopodium robustum (Hook.f.) Ryding (2006)
- Clinopodium rouyanum (Briq.) Govaerts (1999)
- Clinopodium sandalioticum (Bacch. & Brullo) Bacch. & Brullo ex Peruzzi & F.Conti (2008)
- Clinopodium schusteri (Urb.) Govaerts (1999)
- Clinopodium selerianum (Loes.) Govaerts (1999)
- Clinopodium sericeum (C.Presl ex Benth.) Govaerts (1999)
- Clinopodium sericifolium (Epling & Játiva) Govaerts (1999)
- Clinopodium serpyllifolium (M.Bieb.) Kuntze (1891)
- Clinopodium simense (Benth.) Kuntze (1891)
- Clinopodium speciosum (Hook.) Govaerts (1999)
- Clinopodium sphenophyllum (Epling) Govaerts (1999)
- Clinopodium striatum (Ruiz & Pav.) Govaerts (1999)
- Clinopodium suaveolens (Sm.) Kuntze (1891)
- Clinopodium tauricolum (P.H.Davis) Govaerts (1999)
- Clinopodium taxifolium (Kunth) Govaerts (1999)
- Clinopodium taygeteum (P.H.Davis) Bräuchler (2006)
- Clinopodium tenellum (Epling) Harley (1999)
- Clinopodium thymifolium (Scop.) Kuntze (1891)
- Clinopodium tomentosum (Kunth) Govaerts (1999)
- Clinopodium troodi (Post) Govaerts (1999)
- Clinopodium uhligii (Gürke) Ryding (2006)
- Clinopodium umbrosum (M.Bieb.) Kuntze (1891)
- Clinopodium vanum (Epling) Harley & A.Granda (2000)
- Clinopodium vardarense (ilic) Govaerts (1999)
- Clinopodium vargasii (Epling & Mathias) Govaerts (1999)
- Clinopodium vernayanum (Brenan) Ryding (2006)
- Clinopodium vimineum (L.) Kuntze (1891)
- Clinopodium vulgare L. (1753)
- Clinopodium wardii (C.Marquand & Airy Shaw) Bräuchler (2006)
- Clinopodium weberbaueri (Mansf.) Govaerts (1999)